# Sar (Eukaryoten)
Sar ist ein Taxon hauptsächlich einzelliger Lebewesen, das als super-group zu Diaphoretickes, einer Klade der Eukaryoten (Lebewesen mit Zellkern), gestellt wird. Es umfasst die drei Gruppen der Stramenopilen (inklusive der mehrzelligen Braunalgen), Alveolata und Rhizaria, aus deren Anfangsbuchstaben S-A-R der Name gebildet wurde.

## Merkmale
Das Taxon ist rein phylogenetisch definiert und wird abgegrenzt als die kleinste gemeinsame Klade um die drei rezenten Arten Bigelowiella natans Moestrup & Sengco 2001 als Vertreter der Rhizaria, Tetrahymena thermophila Nanney & McCoy 1976 für die Alveolata und Thalassiosira pseudonana Cleve 1873 als Stramenopile.
Nicht enthalten sind damit die Kladen um den Menschen (Homo sapiens Linnaeus 1758) als Repräsentanten der Opisthokonta, um Dictyostelium discoideum Raper 1935 für die Amoebozoa, Arabidopsis thaliana (Linnaeus) Heynhold 1842 für die Archaeplastida, Euglena gracilis Klebs 1883 für die Excavata und Emiliania huxleyi (Lohmann) Hay & Mohler in Hay et al. 1967 für die Haptophyta.

## Taxonomie
Der Name geht zurück auf das 2007 von Fabien Burki im Rahmen phylogenetischer Untersuchungen erstmals verwendete Akronym SAR, das aus den Anfangsbuchstaben der enthaltenen Untergruppen gebildet wurde. Das Kürzel wurde zum üblichen Bezeichner für die Gruppe und 2012 dann durch Sina Adl in seiner Revision der Systematik der Eukaryoten als Taxon in der Schreibung 'Sar' formal beschrieben. Thomas Cavalier-Smith prägte für das Taxon 2010 den Namen 'Harosa' (Anfangsbuchstaben von Heterokonta, Alveolata und Rhizaria mit dem Suffix -osa), definierte es allerdings anhand morphologischer Kennzeichen.
Sar ist das Schwestertaxon der Archaeplastida, mit ihnen gemeinsam bildet es das Taxon Diaphoretickes. Sar enthält drei Gruppen:
- Stramenopile
- Alveolata
- Rhizaria

Die innere Systematik lässt sich mittels Kladogramm wie folgt darstellen:
|  | Stramenopile |
|  |              |
|  | Alveolata    |
|  |              |

|                         | Cercozoa                      |
|                         |                               |
|                         | Foraminiferen (Foraminifera)  |
|                         |                               |
|                         | Strahlentierchen (Radiolaria) |
| Vorlage:Klade/Wartung/3 |                               |

|  | Stramenopile |
|  |              |
|  | Alveolata    |
|  |              |

|                         | Cercozoa                      |
|                         |                               |
|                         | Foraminiferen (Foraminifera)  |
|                         |                               |
|                         | Strahlentierchen (Radiolaria) |
| Vorlage:Klade/Wartung/3 |                               |

|  | Stramenopile |
|  |              |
|  | Alveolata    |
|  |              |

|                         | Cercozoa                      |
|                         |                               |
|                         | Foraminiferen (Foraminifera)  |
|                         |                               |
|                         | Strahlentierchen (Radiolaria) |
| Vorlage:Klade/Wartung/3 |                               |

|  | Stramenopile |
|  |              |
|  | Alveolata    |
|  |              |

|                         | Cercozoa                      |
|                         |                               |
|                         | Foraminiferen (Foraminifera)  |
|                         |                               |
|                         | Strahlentierchen (Radiolaria) |
| Vorlage:Klade/Wartung/3 |                               |